# Маноцкий
Маноцкий — хутор в Тарасовском районе Ростовской области.
Входит в состав Войковского сельского поселения.

## Население
| 2010 |
| ---- |
| 78   |

## Улицы
На хуторе имеются две улицы — Лесная и Набережная.